# Саучесници
Саучесници је предстојећи српски драмски филм из 2025. године. Режирао га је Марко Новаковић, а сценарио је написао Огњен Обрадовић., 

## Радња
Филм Саучесници је психолошки трилер смештен у Ужицу, који прати судбину младог пара чији се живот нагло преокрене након што прегазе локалног пијанца на пешачком прелазу. Бранко миниизира трагични инцидент као несрећу на путу, док се Софија суочава с унутрашњим сукобом између властите савести, с једне стране, и притиска да заташка истину и настави свој савршени живот са Бранком, с друге стране.
Како време пролази, Софија све више попушта под теретом савести, а тензија у односу са Бранком расте.
Немогућност да прећути злочин Софију доводи до болних увида о односу са Бранком, о породици и пријатељима, али и читавом друштву, које почива на корупцији и заташкавању...

## Улоге
| Глумац                      | Улога              |
| --------------------------- | ------------------ |
| Невена Неранџић             | Софија             |
| Радован Вујовић             | Бранко             |
| Златан Видовић              | Зоран              |
| Милица Јаневски             | Мирјана            |
| Даница Ристовски            | Славица            |
| Зоран Цвијановић            | Драган             |
| Аница Добра                 | Лепосава           |
| Стојан Матавуљ              | Божидар            |
| Хана Јапунџић               | Драгана            |
| Сара Климоска               | Теодора            |
| Петар Новаковић             | Јован              |
| Факета Салихбеговић Авдагић | Буда               |
| Андрија Марковић            | конобар            |
| Милош Петровић Тројпец      | инспектор Марковић |
| Анита Огњановић             | Марија             |
| Јован Белобрковић           | Милан              |
| Љиљана Стјепановић          | Зора               |
| Јован Ристовски             | ветеринар          |
| Невена Шарчевић             | козметичарка       |
| Тијана Караичић             | плавуша из салона  |
| Горан Шмакић                | таксиста           |
| Јанко Радишић               | молер              |
| Драгана Врањанац            | козметичарка 2     |
| Петар Поповић               | Марко              |